# Prostomis latoris
Prostomis latoris is een keversoort uit de familie Prostomidae. De wetenschappelijke naam van de soort is voor het eerst geldig gepubliceerd in 1889 door Reitter.